# Bab Ballads

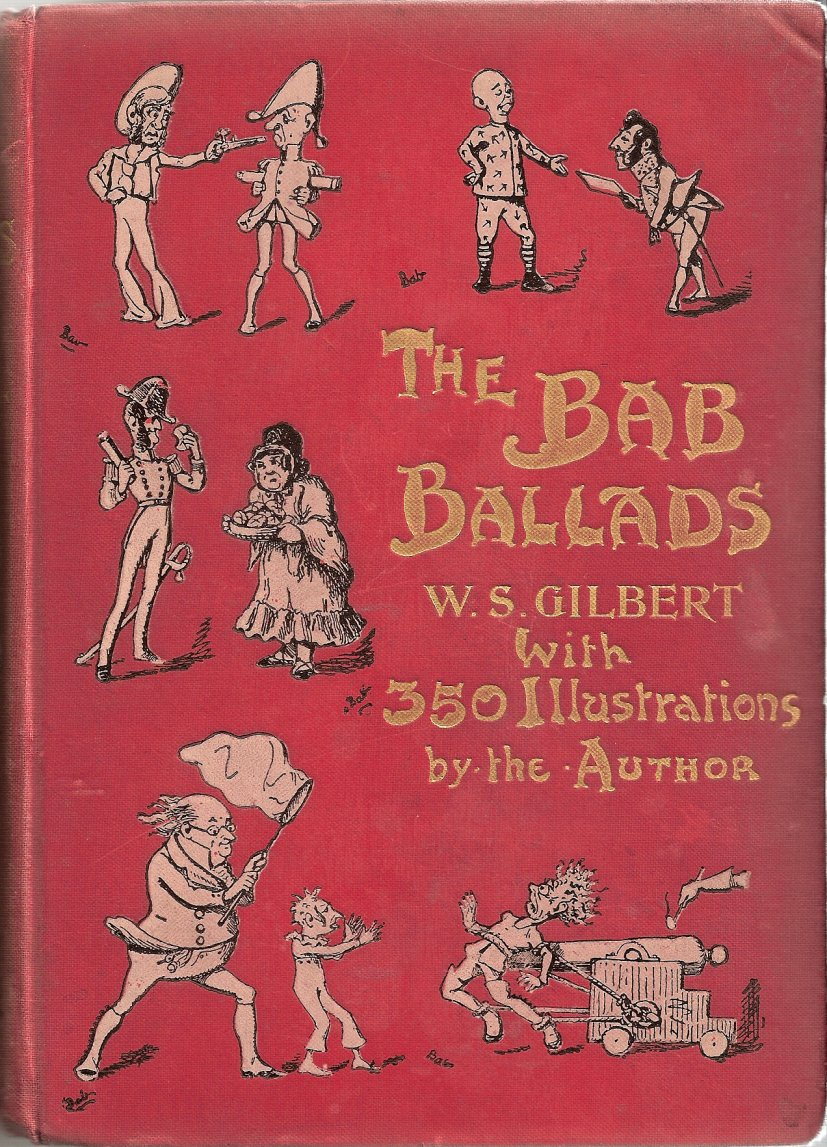
Einband einer Ausgabe von 1898 der Bab Ballads

Bab Ballads ist eine Reihe illustrierter humoristischer Gedichte von W. S. Gilbert.
Der Humor der Bab Ballads basiert auf einer verrückten Ausgangssituation, aus der sich absurde Schlussfolgerungen ergeben. Dieser Stil, der als „topsyturvydom“ („Auf-den-Kopf-stellen“) bezeichnet wurde, findet sich auch in den späteren Operetten von Gilbert und Sullivan. Die Bezeichnung Bab Ballads geht auf den Kosenamen „Bab“ zurück, den Gilbert als Kind trug, und mit dem er auch ab 1866 seine Illustrationen regelmäßig signierte.

## Entstehungsgeschichte
Die Bab Ballads begannen mit einem illustrierten Artikel, den Gilbert der wöchentlich erscheinenden Zeitschrift Fun sandte. Daraufhin nahm er das Angebot des Fun an, zu jeder Ausgabe eine Spalte Text und eine Illustration beizutragen. Daneben lieferte Gilbert weitere Artikel, Gedichte und Theaterkritiken für die Zeitschrift. Der erste bekannte Beitrag Gilberts für den Fun ist eine mit „Some mistake here“ betitelte Zeichnung auf Seite 56 der Ausgabe vom 26. Oktober 1861. Die ersten Artikel, die er in die Gedichtesammlung aufnahm, erschienen 1865. Wegen seiner größeren Bekanntheit als Librettist schrieb Gilbert ab 1870 nur noch wenige Bab-Ballad-Gedichte. Eine erste Ausgabe der gesammelten Bab Ballads erschien 1868. Die in den folgenden Jahren erschienenen Ausgaben enthalten weitere Gedichte. Eine allgemein anerkannte Liste von Werken, die als Bab Ballads gelten, existiert nicht.

## Liste vonBab Ballads
Die folgende Tabelle listet alle Bab Ballads auf, die in Ellis (1970) enthalten sind. Die zweite Spalte nennt die Zeitschrift, in der die Gedichte ursprünglich veröffentlicht wurden, und die dritte Spalte enthält die Gedichtesammlungen, in denen sie enthalten sind. Die folgenden Abkürzungen werden verwendet:
- TBB: W. S. Gilbert: The “Bab” Ballads – Much Sound and Little Sense. John Camden Hotten, London 1868
- MBB: W. S. Gilbert: More “Bab” Ballads. Routledge, London 1872
- 50BB:  W. S. Gilbert: Fifty “Bab” Ballads. Routledge, London 1876
- D&G: Sidney Dark, Rowland Grey: W.S. Gilbert: His Life and Letters. Methuen, London 1923
- Goldberg: Isaac Goldberg: The Story of Gilbert and Sullivan or The ‘Compleat’ Savoyard. John Murray, London 1929
- Searle: Townley Searle: Lost Bab Ballads. G. P. Putnam’s Sons, London 1932
- Ellis: James Ellis: The Bab Ballads. Belknap Press, Cambridge 1970, ISBN 0-674-05800-3

Beginnend mit „Mister William“ wies Gilbert den meisten Gedichten, die im Fun erschienen, eine Nummer zu. Diese Nummern werden in der zweiten Spalte nach der Quelle aufgeführt.
| Titel                                                        | Quelle | Sammlungen              |
| ------------------------------------------------------------ | --- | ----------------------- |
| The Advent of Spring                                         | Fun, II (1 February 1862), 200. | Ellis                   |
| The Cattle Show                                              | Fun, V (12 December 1863), 121. | Searle, Ellis           |
| The Cattle Show                                              | The Comic News, I (19 December 1863), 180. | Ellis                   |
| Sixty-Three and Sixty-Four                                   | Fun, V (2 January 1864), 162. | Ellis                   |
| The Dream                                                    | Fun, V (27 February 1864), 242. | Goldberg, Ellis         |
| The Baron Klopfzetterheim                                    | Fun, VI (19, 26 March.; 2, 9, 16 April 1864), 8-9, 18, 21, 38, 48. | Searle, Ellis           |
| Down to the Derby                                            | Fun, VI (28 May 1864), 110, 111. | D&G, Searle, Ellis      |
| Something Like Nonsense Verses                               | Fun, n.s., I (10, 24 June 1865), 31, 51. | Ellis                   |
| Ode to my Clothes                                            | Fun, n.s., I (10 June 1865), 33. | Ellis                   |
| The Student                                                  | Fun, n.s., I (1 July 1865), 67. | Ellis                   |
| Tempora Mutantur                                             | Fun, n.s., I (15 July 1865), 82. | TBB, Ellis              |
| The Bachelors' Strike                                        | Fun, n.s., I (22 July 1865), 99. | Ellis                   |
| A Bad Night Of It                                            | Fun, n.s., I (19 August 1865), 139. | Ellis                   |
| To Phœbe                                                     | Fun, n.s., I (26 August 1865), 144. | TBB, 50BB, Ellis        |
| Ozone                                                        | Fun, n.s., II (16 September 1865), 2. | Ellis                   |
| To the Terrestrial Globe                                     | Fun, n.s., II (30 September 1865), 29. | TBB, 50BB, Ellis        |
| The Monkey in Trouble                                        | Fun, n.s., II (7 October 1865), 31. | Ellis                   |
| Back Again!                                                  | Fun, n.s., II (7 October 1865), 39. | Ellis                   |
| To My Absent Husband                                         | Punch, XLIX (14 October 1865), 151. | Goldberg, Searle, Ellis |
| My Return                                                    | Punch, XLIX (21 October 1865), 153. | Ellis                   |
| Musings in a Music Hall                                      | Fun, n.s., II (28 October 1865), 69. | D&G, Ellis              |
| Pantomimic Presentiments                                     | Fun, n.s., II (2 December 1865), 111. | Ellis                   |
| The Bar and its Moaning                                      | Fun, n.s., II (9 December 1865), 122. | Ellis                   |
| To Euphrosyne                                                | Fun, n.s., II (23 December 1865), 150. | Ellis                   |
| The Phantom Curate                                           | Fun, n.s., II (6 January 1866), 162. | TBB, 50BB, Ellis        |
| To a Little Maid                                             | Fun, n.s., II (6 January 1866), 167. | Ellis, TBB, 50BB        |
| Ferdinando and Elvira                                        | Fun, n.s., II (17 February 1866), 229. | TBB, 50BB, Ellis        |
| The Pantomime “Super” to His Mask                            | Fun, n.s., II (24 February 1866), 238. | TBB, 50BB, Ellis        |
| The Yarn of The “Nancy Bell”                                 | Fun, n.s., II (3 March 1866), 242-243. | TBB, 50BB, Ellis        |
| Monsieur le Blond on London                                  | Fun, n.s., II (3 March 1866), 249. | Ellis                   |
| Haunted                                                      | Fun, n.s., III (24 March 1866), 12. | TBB, 50BB, Ellis        |
| The Reverend Rawston Wright                                  | Fun, n.s., III (28 April 1866), 67. | Searle, Ellis           |
| The Story of Gentle Archibald                                | Fun, n.s., III (19 May 1866), 100-101. | D&G, Searle, Ellis      |
| To My Bride                                                  | Fun, n.s., III (9 June 1866), 125. | TBB, 50BB, Ellis        |
| Only a Dancing Girl                                          | Fun, n.s., III (23 June 1866), 146. | TBB, 50BB, Ellis        |
| To My Steed                                                  | Fun, n.s., III (23 June 1866), 152. | Ellis                   |
| King Borria Bungalee Boo                                     | Fun, n.s., III (7 July 1866), 167. | TBB, 50BB, Ellis        |
| Jack Casts His Shell                                         | Fun, n.s., IV (6 October 1866), 37. | Ellis                   |
| How to Write an Irish Drama                                  | Fun, n.s., IV (1 December 1866), 127. | Ellis                   |
| General John                                                 | Fun, n.s., V (1 June 1867), 127. | TBB, Ellis              |
| Sir Guy the Crusader                                         | Fun, n.s., V (8 June 1867), 139. | TBB, Ellis              |
| Sir Galahad the Golumptious                                  | Fun, n.s., V (15 June 1867), 149. | Ellis                   |
| Disillusioned                                                | Fun, n.s., V (6 July 1867), 173. | TBB, Ellis              |
| John and Freddy                                              | Fun, n.s., V (3 August 1867), 222. | TBB, Ellis              |
| Lorenzo de Lardy                                             | Fun, n.s., V (10 August 1867), 225. | TBB, Ellis              |
| The Bishop and the Busman                                    | Fun, n.s., V (17 August 1867), 238. | TBB, Ellis              |
| Babette’s Love                                               | Fun, n.s., V (24 August 1867), 247. | TBB, Ellis              |
| Fanny and Jenny                                              | Fun, n.s., V (7 September 1867), 269. | D&G, Searle, Ellis      |
| Sir Macklin                                                  | Fun, n.s., VI (14 September 1867), 6-7. | TBB, 50BB, Ellis        |
| The Troubadour                                               | Fun, n.s., VI (21 September 1867), 15. | TBB, 50BB, Ellis        |
| Ben Allah Achmet                                             | Fun, n.s., VI (28 September 1867), 25. | TBB, Ellis              |
| The Folly of Brown                                           | Fun, n.s., VI (5 October 1867), 35. | TBB, Ellis              |
| Joe Golightly                                                | Fun, n.s., VI (12 October 1867), 54. | TBB, Ellis              |
| The Rival Curates                                            | Fun, n.s., VI (19 October 1867), 57. | TBB, 50BB, Ellis        |
| Thomas Winterbottom Hance                                    | Fun, n.s., VI (26 October 1867), 74-75. | TBB, 50BB, Ellis        |
| A. and B.; OR, The Sensation Twins                           | Fun, n.s., VI (2 November 1867), 77. | Goldberg, Searle, Ellis |
| Sea-Side Snobs                                               | Fun, n.s., VI (9 November 1867), 88. | Searle, Ellis           |
| The Bishop of Rum-ti-Foo                                     | Fun, n.s., VI (16 November 1867), 104. | TBB, 50BB, Ellis        |
| The Precocious Baby                                          | Fun, n.s., VI (23 November 1867), 113. | TBB, 50BB, Ellis        |
| Baines Carew, Gentleman                                      | Fun, n.s., VI (30 November 1867), 124. | TBB, 50BB, Ellis        |
| A Discontented Sugar Broker                                  | Fun, n.s., VI (14 December 1867), 137. | TBB, 50BB, Ellis        |
| The Force of Argument                                        | Fun, n.s., VI (21 December 1867), 149. | TBB, Ellis              |
| At A Pantomime                                               | Fun, n.s., VI (28 December 1867), 165. | TBB, 50BB, Ellis        |
| The Three Kings of Chickeraboo                               | Fun, n.s., VI (18 January 1868), 191. | TBB, Ellis              |
| The Periwinkle Girl                                          | Fun, n.s., VI (1 February 1868), 211. | TBB, Ellis              |
| Captain Reece (Memento vom 8. Juni 2011 im Internet Archive) | Fun, n.s., VI (8 February 1868), 221. | TBB, 50BB, Ellis        |
| Thomson Green and Harriet Hale                               | Fun, n.s., VI (15 February 1868), 242. | TBB, Ellis              |
| Bob Polter                                                   | Fun, n.s., VI (29 February 1868), 260-261. | TBB, 50BB, Ellis        |
| The Ghost, the Gallant, the Gael, and the Goblin             | Fun, n.s., VII (14 March 1868), 6. | TBB, 50BB, Ellis        |
| Ellen McJones Aberdeen                                       | Fun, n.s., VII (21 March 1868), 16. | TBB, 50BB, Ellis        |
| The Sensation Captain                                        | Fun, n.s., VII (4 April 1868), 43. | TBB, Ellis              |
| Trial by Jury                                                | Fun, n.s., VII (11 April 1868), 54. | Ellis                   |
| The Reverend Micah Sowls                                     | Fun, n.s., VII (18 April 1868), 65. | TBB, Ellis              |
| Peter the Wag                                                | Fun, n.s., VII (25 April 1868), 75. | TBB, 50BB, Ellis        |
| The Story of Prince Agib                                     | Fun, n.s., VII (16 May 1868), 107. | TBB, 50BB, Ellis        |
| Gentle Alice Brown                                           | Fun, n.s., VII (23 May 1868), 111. | TBB, 50BB, Ellis        |
| Pasha Bailey Ben                                             | Fun, n.s., VII (6 June 1868), 133. | MBB                     |
| Blabworth-cum-Talkington                                     | Fun, n.s., VII (20 June 1868), 153. | Goldberg, Searle, Ellis |
| The Sailor Boy To His Lass                                   | Fun, n.s., VII (27 June 1868), 163, | MBB, 50BB, Ellis        |
| Sir Conrad and the Rusty One                                 | Fun, n.s., VII (4 July 1868), 174. | D&G, Searle, Ellis      |
| The Cunning Woman                                            | Fun, n.s., VII (25 July 1868), 205. | MBB, Ellis              |
| The Modest Couple                                            | Fun, n.s., VII (8 August 1868), 225. | MBB, Ellis              |
| The “Bandoline” Player                                       | Fun, n.s., VII (22 August 1868), 246. | D&G, Searle, Ellis      |
| Sir Barnaby Bampton Boo                                      | Fun, n.s., VII (29 August 1868), 255. | MBB, Ellis              |
| Boulogne                                                     | Fun, n.s., VIII (12 September 1868), 7. | Searle, Ellis           |
| Brave Alum Bey                                               | Fun, n.s., VIII (19 September 1868), 16. | MBB, Ellis              |
| Gregory Parable, LL.D.                                       | Fun, n.s., VIII (3 October 1868), 35. | MBB, Ellis              |
| Lieutenant-Colonel Flare                                     | Fun, n.s., VIII (10 October 1868), 46. | MBB, Ellis              |
| The Hermit                                                   | Fun, n.s., VIII (17 October 1868), 62. | Goldberg, Searle, Ellis |
| Annie Protheroe                                              | Fun, n.s., VIII (24 October 1868), 65. | MBB, 50BB, Ellis        |
| The Captain and the Mermaids                                 | Fun, n.s., VIII (7 November 1868), 85. | MBB, 50BB, Ellis        |
| An Unfortunate Likeness                                      | Fun, n.s., VIII (14 November 1868), 96. | MBB, 50BB               |
| A Boulogne Table d'Hôte                                      | Tom Hood’s Comic Annual for 1868 (London: Fun office, 1868), 78. | Searle, Ellis           |
| The Railway Guard’s Song                                     | Tom Hood’s Comic Annual for 1868 (London: Fun office, 1868), 79. | Ellis                   |
| The Undecided Man                                            | Tom Hood’s Comic Annual for 1868, (London: Fun office, 1868) 79. | Searle, Ellis           |
| Premonitory Symptoms                                         | Fun, n.s., VIII (28 November 1868), 117. | Ellis                   |
| Lost Mr. Blake                                               | Fun, n.s., VIII (28 November 1868), 121. | MBB, 50BB, Ellis        |
| Little Oliver                                                | Fun, n.s., VIII (5 December 1868), 132. | MBB, Ellis              |
| What Is A Burlesque?                                         | Belgravia Annual, ed. M. E. Braddon (London, 1868), 106-107. | Ellis                   |
| The Phantom Head                                             | Fun, n.s., VIII (19 December 1868), 151. | Goldberg, Searle, Ellis |
| The Politest of Nations!                                     | Fun, n.s., VIII (2 January 1869), 173. | Ellis                   |
| Woman’s Gratitude                                            | Fun, n.s., VIII (9 January 1869 ), 176-177. | Goldberg, Searle, Ellis |
| The Baby’s Vengeance                                         | Fun, n.s., VIII (16 January 1869), 188. | MBB, 50BB, Ellis        |
| The Two Ogres                                                | Fun, n.s., VIII (23 January 1869), 204. | MBB, Ellis              |
| Mister William                                               | Fun, n.s., VIII (6 February 1869), 218. No. 60. | MBB, 50BB, Ellis        |
| The Martinet                                                 | Fun, n.s., VIII (13 February 1869), 228. No. 61. | MBB, 50BB, Ellis        |
| The King of Canoodle-Dum                                     | Fun, n.s., VIII (20 February 1869), 238-239. No. 62. | MBB, 50BB, Ellis        |
| First Love                                                   | Fun, n.s., VIII (27 February 1869), 248. No. 63. | MBB, Ellis              |
| The Haughty Actor                                            | Fun, n.s., IX (27 March 1869), 31. No. 64. | MBB, 50BB, Ellis        |
| The Two Majors                                               | Fun, n.s., IX (3 April 1869), 41. No. 65. | MBB, 50BB, Ellis        |
| The Three Bohemian Ones                                      | Fun, n.s., IX (10 April 1869), 51. No. 66. | D&G, Searle, Ellis      |
| The Policeman’s Beard                                        | Fun, n.s., IX (1 May 1869), 75. No. 67. | Goldberg, Searle, Ellis |
| The Bishop of Rum-ti-Foo Again                               | Fun, n.s., IX (8 May 1869), 85. No. 68. | MBB, 50BB, Ellis        |
| A Worm Will Turn                                             | Fun, n.s., IX (15 May 1869), 104. No. 69. | MBB, Ellis              |
| The Mystic Selvagee                                          | Fun, n.s., IX (22 May 1869), 112. No. 70. | MBB, 50BB, Ellis        |
| Emily, John, James, and I                                    | Fun, n.s., IX (29 May 1869), 115. No. 71. | MBB, 50BB, Ellis        |
| The Ghost to his Ladye Love                                  | Fun, n.s., IX (14 August 1869), 223. | Ellis                   |
| Prince Il Baleine                                            | Fun, n.s., IX (28 August 1869), 253. No. 72. | D&G, Searle, Ellis      |
| The Way of Wooing                                            | Fun, n.s., X (11 September 1869), 13. No. 73. | MBB, 50BB, Ellis        |
| The Scornful Colonel                                         | Fun, n.s., X (25 September 1869), 31. No. 74. | Goldberg, Searle, Ellis |
| The Variable Baby                                            | Fun, n.s., X (9 October 1869), 51. No. 75. | Goldberg, Searle, Ellis |
| The Ladies of the Lea                                        | Fun, n.s., X (30 October 1869), 75. No. 76. | Goldberg, Searle, Ellis |
| Hongree and Mahry                                            | Fun, n.s., X (20 November 1869), 105. No. 77. | MBB, 50BB, Ellis        |
| Etiquette                                                    | The Graphic, I (25 December 1869, Weichnachtsausgabe), 6-7. | 50BB, Ellis             |
| The Reverend Simon Magnus                                    | Fun, n.s., X (5 February 1870), 215. No. 78. | MBB, 50BB, Ellis        |
| My Dream                                                     | Fun, n.s., XI (19 March 1870), 15. No. 79. | MBB, 50BB, Ellis        |
| Damon v. Pythias                                             | Fun, n.s., XI (26 March 1870), 31. No. 80. | MBB, Ellis              |
| The Bumboat Woman’s Story                                    | Fun, n.s., XI (9 April 1870), 45. No. 81. | MBB, 50BB, Ellis        |
| The Fairy Curate                                             | Fun, n.s., XII (23 July 1870), 32-33. No. 82. | MBB, 50BB, Ellis        |
| Phrenology                                                   | Fun, n.s., XII (6 August 1870), 45. No. 83. | MBB, 50BB, Ellis        |
| The Perils of Invisibility                                   | Fun, n.s., XII (20 August 1870), 65. No. 84. | MBB, 50BB, Ellis        |
| The Wise Policeman                                           | Fun, n.s., XII (22 October 1870), 156. No. 85. | Ellis                   |
| A Drop of Pantomime Water                                    | The Graphic, II, 25 December 1870, Weichnachtsausgabe, 20. | Ellis                   |
| Old Paul and Old Tim                                         | Fun, n.s., XIII (28 January 1871), 35. No. 86. | MBB, Ellis              |
| “Eheu! Fugaces”                                              | The Dark Blue, III (April 1872), 142-143. | Searle, Ellis           |
| Jester James                                                 | Time, I (April 1879), 54-57. | Ellis                   |
| The Policeman’s Story                                        | Time, I (May 1879), 166-168. | Ellis                   |
| The Thief’s Apology                                          | Illustrated Sporting and Dramatic News, XXII (6 December 1884), “Holly Leaves” (Christmas number), 267.                                                               | Ellis                   |
| The King and the Stroller                                    | The Queen’s Christmas Carol: An Anthology of Poems, Stories, Essays, Drawings and Music by British Authors, Artists and Composers The Daily Mail, London 1905, 80-81. | Ellis                   |